# Сульфат марганца(III)
Сульфат марганца(III) — неорганическое соединение, соль металла марганца и серной кислоты с формулой Mn2(SO4)3, тёмно-зелёные кристаллы, гидролизуется водой, устойчиво в подкисленных растворах.

## Получение
- Растворение оксида марганца(III) в холодной серной кислоте:

{\displaystyle {\mathsf {Mn_{2}O_{3}+3H_{2}SO_{4}\ {\xrightarrow {10^{o}C}}\ Mn_{2}(SO_{4})_{3}+3H_{2}O}}}
- Растворение оксида марганца(IV) в горячей серной кислоте:

{\displaystyle {\mathsf {4MnO_{2}+6H_{2}SO_{4}\ {\xrightarrow {110^{o}C}}\ 2Mn_{2}(SO_{4})_{3}+O_{2}+6H_{2}O}}}
- Растворение метагидроксида марганца в  серной кислоте:

{\displaystyle {\mathsf {2MnO(OH)+3H_{2}SO_{4}\ {\xrightarrow {}}\ Mn_{2}(SO_{4})_{3}+4H_{2}O}}}
- Разложение перманганата калия в концентрированной горячей серной кислоте:

{\displaystyle {\mathsf {2KMnO_{4}+4H_{2}SO_{4}\ {\xrightarrow {75^{o}C}}\ Mn_{2}(SO_{4})_{3}+K_{2}SO_{4}+2O_{2}+4H_{2}O}}}
- Электролиз раствора сульфата марганца(II) в серной кислоте:

{\displaystyle {\mathsf {2MnSO_{4}+H_{2}SO_{4}\ {\xrightarrow {e^{-}}}\ Mn_{2}(SO_{4})_{3}+H_{2}\uparrow }}}

## Физические свойства
Сульфат марганца(III) образует тёмно-зелёные гигроскопичные кристаллы, полностью гидролизуемые водой.
Устойчивы в растворах серной кислоты из которых выпадают 
кристаллогидраты гидросульфата марганца состава Mn2(SO4)3•H2SO4•n H2O, где n = 4, 6, 8.

## Химические свойства
- Разлагается при нагревании:

{\displaystyle {\mathsf {Mn_{2}(SO_{4})_{3}\ {\xrightarrow {300^{o}C}}\ 2MnSO_{4}+SO_{2}+O_{2}}}}
- Гидролизуется водой:

{\displaystyle {\mathsf {Mn_{2}(SO_{4})_{3}+2H_{2}O\ {\xrightarrow {}}\ MnSO_{4}+MnO_{2}\downarrow +2H_{2}SO_{4}}}}
{\displaystyle {\mathsf {Mn_{2}(SO_{4})_{3}+4H_{2}O\ {\xrightarrow {100^{o}C}}\ 2MnO(OH)\downarrow +3H_{2}SO_{4}}}}
- Разлагается при кипячении в концентрированной серной кислоте:

{\displaystyle {\mathsf {2Mn_{2}(SO_{4})_{3}+2H_{2}O\ {\xrightarrow {100^{o}C}}\ 4MnSO_{4}+O_{2}\uparrow +2H_{2}SO_{4}}}}
- Окисляет концентрированную соляную кислоту:

{\displaystyle {\mathsf {Mn_{2}(SO_{4})_{3}+2HCl\ {\xrightarrow {}}\ 2MnSO_{4}+Cl_{2}\uparrow +H_{2}SO_{4}}}}
- Реагирует с щелочами:

{\displaystyle {\mathsf {Mn_{2}(SO_{4})_{3}+6NaOH\ {\xrightarrow {}}\ 2MnO(OH)\downarrow +3Na_{2}SO_{4}+2H_{2}O}}}